# Forum Supervision
Die Forum Supervision ist eine beratungswissenschaftliche Fachzeitschrift, die seit 1993 erscheint. Seit 2007 erscheint sie zunächst parallel, seit 2012 ausschließlich online im Open Access (kostenlos) in der Universitätsbibliothek Bielefeld. Gegenwärtig wird sie von Katharina Gröning, Monika Althoff, Miriam Bredemann, Heike Friesel-Wark, Regina Heimann, Dorothee Lebeda und Volker Jörn Walpuski herausgegeben. Eine feste Redaktion unterstützt die Herausgeber. 
In Forum Supervision erscheinen wissenschaftliche und praxisorientierte Beiträge zu allen Themen von Supervision und pädagogischer Beratung. Die Zeitschrift will Beiträge zur Professionalisierung von Supervision als eigenständiger reflexiver Beratungsform leisten. Die Beiträge stellen zunächst einen theoretisch geleiteten, reflexiven kollegialen Austausch dar. Bezugspunkte sind eine anerkennungstheoretisch akzentuierte, nicht klinische Psychoanalyse, Sozialpsychologie und Sozialwissenschaft/Soziologie. Jedem Heft liegt ein Schwerpunktthema zugrunde.

## Geschichte
Die Zeitschrift erschien lange im Fachhochschulverlag Frankfurt am Main. Aus juristischen Gründen ist die Onlinezeitschrift, die sich in der Tradition der Print-Zeitschrift sieht, eine Neugründung. Frühere Herausgeber waren neben den Gründern Gerhard Leuschner und Gerhard Wittenberger auch Angelica Lehmenkühler-Leuschner, Jürgen Kreft und Frank Austermann.